# Nguyễn Thông

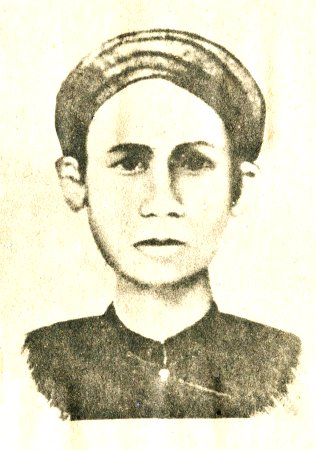
Nguyễn Thông.

Nguyễn Thông (1827–1884), tự Hy Phần, hiệu Kỳ Xuyên, biệt hiệu Độn Am; là quan nhà Nguyễn và là danh sĩ Việt Nam ở nửa đầu thế kỷ 19. Ngoài ra, ông chính là người Việt Nam đầu tiên thám hiểm Cao nguyên Lâm Viên.

## Tiểu sử

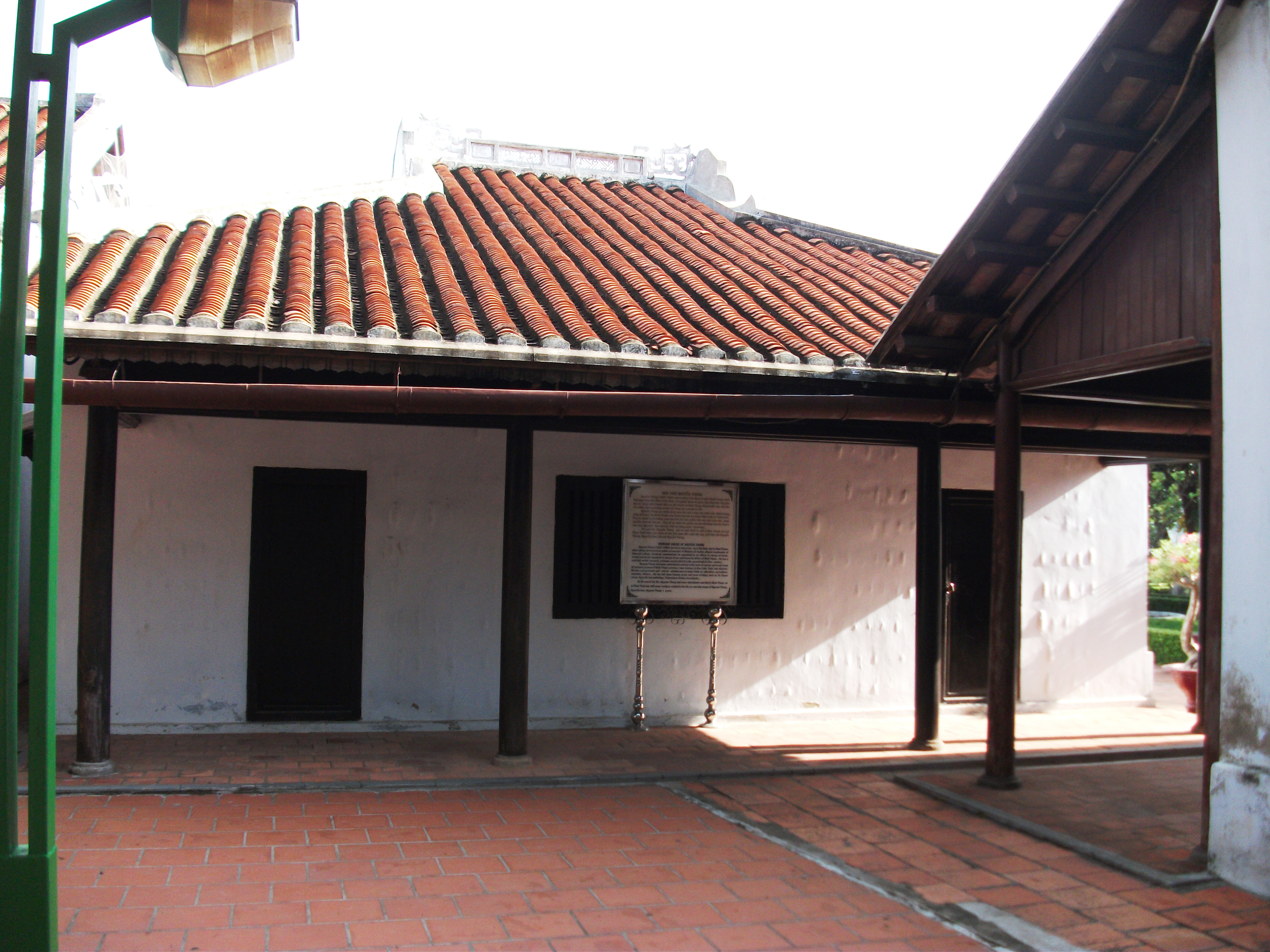
Đền thờ Nguyễn Thông trong khuôn viên trường Dục Thanh, Phan Thiết

Nguyễn Thông (阮通) sinh ngày 28 tháng 5 năm 1827 tại làng Bình Thạnh, tổng Thạch Hội Hạ, huyện Tân Thạnh, phủ Tân An, tỉnh Gia Định (nay thuộc xã Phú Ngãi Trị, huyện Châu Thành, tỉnh Long An). 
Cha ông là Nguyễn Hanh, người Tân Thạnh (tỉnh Gia Định), kết hôn cùng bà Trịnh Thị A Mầu nguyên quán ở Thừa Thiên, sinh hạ được hai trai là Nguyễn Thông và Nguyễn Hài.
Thuở nhỏ, hai anh em ông được cha dạy dỗ. Năm Nguyễn Thông 10 tuổi thì mẹ mất, 17 tuổi thì cha mất, hai anh em phải vất vả kiếm sống. Rất ham học nhưng không có thầy, Nguyễn Thông cùng em tự học. Đến khi Nguyễn Nhữ Hiền được bổ làm Tri phủ ở Tân An, hai anh em ông liền đến xin thọ giáo. Nhưng học chẳng được lâu, vì thầy dạy phải trở về kinh .
Năm 1844, Nguyễn Thông ra học ở Huế. Năm 1849, ông thi đậu cử nhân nhưng thi hội bị đánh hỏng vì tập bài thi bị lấm mực. Biết văn tài của Nguyễn Thông, nhiều người khuyên nên đợi để thi khoa sau. Nhưng vì nhà nghèo không thể tiếp tục học, Nguyễn Thông nhận chức huấn đạo tại Phú Phong, tỉnh An Giang.
Sáu năm sau (1855), ông được triệu ra Huế, năm sau được thăng Hàn lâm viện tu soạn, tham gia soạn sách "Nhân sự kim giám" (gương vàng soi việc người).
Năm 1859, khi thực dân Pháp xâm chiếm miền Đông Nam Kỳ, ông xin tòng quân và được cử làm tham mưu (coi việc cơ mật) cho tướng Tôn Thất Hiệp. Năm 1861, đại đồn Chí Hòa thất thủ, ông được thăng từ Vệ úy lên Chưởng vệ, sung chức Phó đề đốc, để hiệp cùng Trương Định chống giặc.
Năm 1862, triều đình Huế cắt ba tỉnh miền Đông Nam Kỳ cho Pháp, ông đến Phước Tuy (Bà Rịa). Được Phan Thanh Giản đề cử, ông trở về Vĩnh Long giữ chức Đốc học từ năm 1863 đến tháng 7 năm 1864. Thời gian này, ông đã cho xây dựng lại Văn Thánh Miếu Vĩnh Long và đồng thời liên lạc chặt chẽ với các tổ chức chống Pháp. Cùng trong thời gian này, ông cùng các bạn đồng môn đã tổ chức cải táng Võ Trường Toản từ Chí Hòa về Ba Tri (Bến Tre) vì không muốn mộ phần thầy nằm trên đất của đối phương.
Năm 1867, ba tỉnh miền Tây Nam Kỳ cũng bị Pháp xâm chiếm, ông cùng với nhiều sĩ phu Nam Kỳ không chịu hợp tác, nên đã tị địa ra tại Bình Thuận.
Năm 1867, Nguyễn Thông được cử làm Án sát Khánh Hòa rồi Quảng Ngãi. Thời gian này ông dâng sớ lên triều đình, để biện bạch cho Phan Thanh Giản, đồng thời dâng bốn bản điều trần về kế sách hưng thịnh quốc gia cho vua Tự Đức. Tuy nhiên, tất cả đều không được chấp nhận vì sự gièm pha của các đại thần khác chính kiến trong triều.
Năm 1870, ông tham gia chấm thi trường Thừa Thiên, kết thân với Phạm Phú Thứ, Nguyễn Tư Giản, Đỗ Đăng Đệ...rồi làm Biện lý bộ Hình, Bố chính Quảng Ngãi. Ở đây, Nguyễn Thông đã tích cực thi hành những biện pháp để bài trừ nạn tham ô, hà hiếp dân chúng của bọn cường hào ác bá địa phương. Việc làm này của ông đã đụng chạm tới quyền lợi của một số đại thần trong triều, vì vậy không lâu sau ông bị cách chức, tống giam và bị xử trượng, sau nhờ dân chúng kêu oan tới vua, mới được giải tội.
Năm 1873, ông xin về dưỡng bệnh tại Sơn Trung (Bình Thuận), kết bạn cùng các thân hào trí thức địa phương, đồng thời thực hiện các hoạt động khai khẩn.
Năm 1874, triều đình cho phục chức, làm việc trong bộ Lễ nhưng khi đến Huế, ông lại bị bệnh nên phải cáo về.
Năm 1876, ông lại được triệu về kinh, giữ chức Tu nghiệp Quốc Tử Giám. Thời gian này ông cùng với các quan trong triều như Bùi Ước, Hoàng Duy Tân khảo duyệt bộ Khâm định Việt sử Thông giám cương mục, nhân đó soạn Việt sử cương giám khảo lược (tức Việt sử thông giám cương mục khảo lược).
Năm 1877, triều đình chấp thuận kế hoạch khai hoang vùng La Ngư, Ba Dầu (Bình Tuy) ngày nay nên cử ông về làm Doanh điền sứ Bình Thuận.
Năm 1878, bệnh cũ tái phát, ông xin nghỉ dài hạn. Năm 1880, được mật chỉ cùng với các quan địa phương xử vụ nổi dậy của người thiểu số, xử vụ lưu dân từ trong Nam ra. Cũng năm này, ông thành lập Đồng Châu xã và xây dựng Ngọa Du Sào để có nơi làm thơ, đọc sách.
Năm 1881, Nguyễn Thông được bổ làm Phó sứ điển nông kiêm đốc học tỉnh Bình Thuận. Năm sau thăng Hồng lô tự khanh. Năm 1883, kinh thành thất thủ, Tự Đức băng hà, ông ra Huế thọ tang vua.
Tháng 4 năm 1884, Ngọa Du Sào văn tập của ông ra đời. Tháng 6 năm đó, ông viết di chúc... Ông mất ngày 7 tháng 7 năm 1884 (tức ngày 27 tháng 8 năm Giáp Thân), thọ 57 tuổi.
Mộ phần của ông đặt ở đồi Ngọc Lâm, sát chân núi Ngọc Sơn, đối diện với Tháp Chăm Pôshanư, Lầu ông Hoàng và Bửu Sơn Tự thuộc phường Phú Hài, trên con đường từ Phan Thiết đi Mũi Né.

## Gia đình

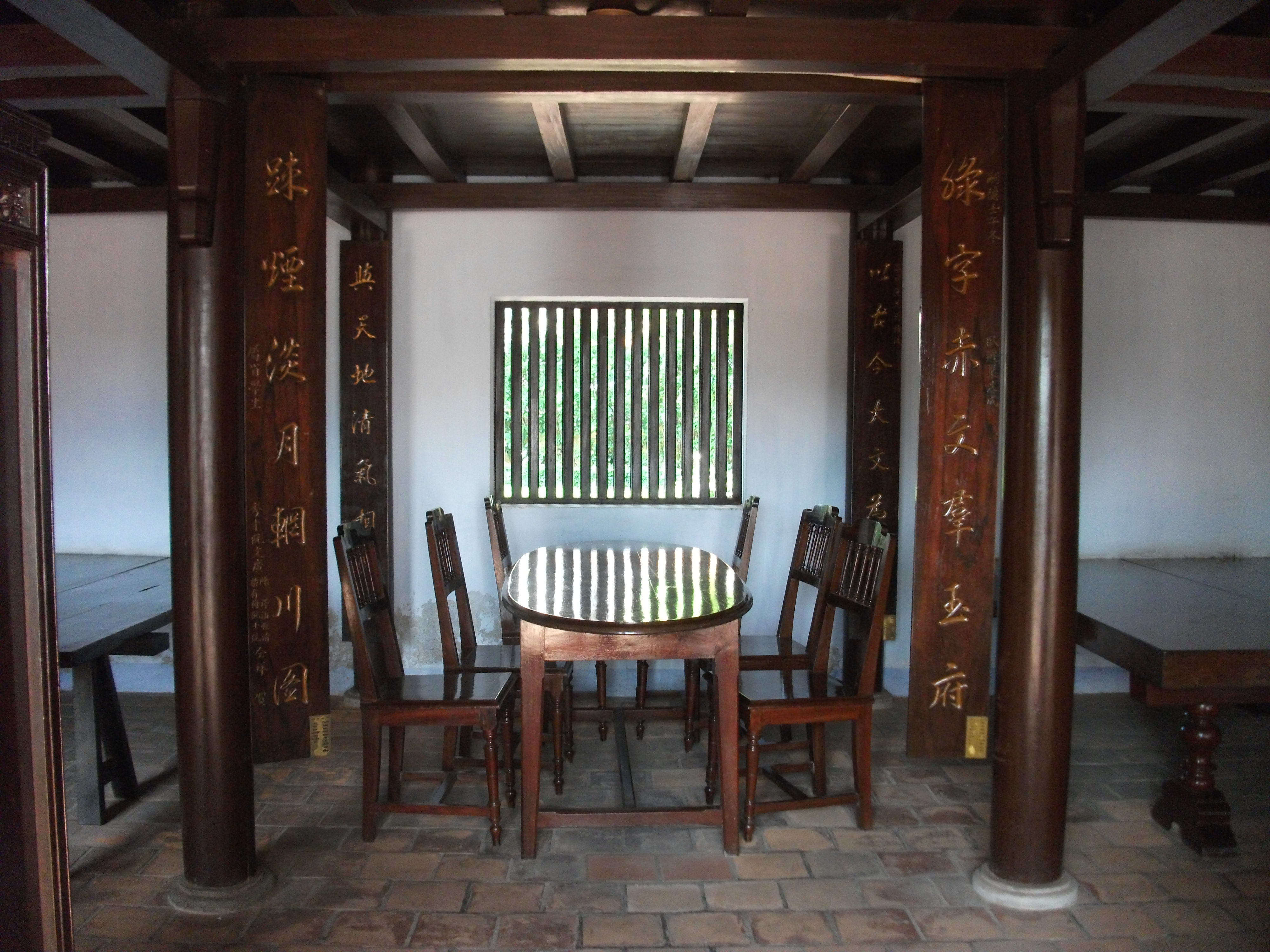
Ngọa Du Sào (trong khuôn viên trường Dục Thanh) do Nguyễn Thông xây dựng để có nơi làm thơ, đọc sách. Năm 1910, Nguyễn Tất Thành đến đây dạy học, cũng từng đọc sách tại đây.

Ông kết hôn với bà Ngô Thị A Thúy (Ngô Thị Tý), cháu cố của Ngô Nhân Tịnh, sinh hạ được hai người con trai là Nguyễn Trọng Lội (hay Lỗi) và Nguyễn Quý Anh (cả hai đều là nhà duy tân cải cách trong phong trào Duy Tân) và ba người con gái. Ngoài ra, ông còn có một người con trai và một người con gái với người vợ kế họ Đoàn .

## Các tác phẩm chính
- Việt sử thông giám cương mục khảo lược
- Khâm Định nhân sự kim giám
- Dương chính lục
- Kỳ xuyên thi sao
- Kỳ xuyên vǎn sao
- Ngọa du sào tập

## Đánh giá
Thơ văn Nguyễn Thông là tấm lòng ưu ái đối với những người xấu số, sự quan tâm đến nghề làm ruộng và gắn bó với đời sống của nông dân. Ông ca ngợi và xót thương những người hy sinh trong cuộc chiến đấu chống Pháp. Nổi bật và bao trùm là tấm lòng yêu mến quê hương mà ông phải lìa bỏ vì không chịu sống trên đất kẻ thù đã chiếm đóng...
Sinh trưởng trong một gia đình nhà nho nghèo, sớm gần gũi với những người lao động, có vốn học thức, có năng khiếu thơ văn, lại được đi nhiều...nên hầu hết trước tác của ông đều thiên về tả thực, giàu chất trữ tình, mang tính tố cáo cao, không sa đà viễn vông hay sáo rỗng...Tuy đôi lúc trong thơ văn ông, cũng không tránh khỏi những nỗi buồn hiu hắt của một nhà nho cảm thấy bất lực trước vận mệnh tồn vong của non sông, của dân tộc mà ông yêu mến.